# Kirkegaard
Gården Kirkegaard ved Fløjstrup på Djursland var indtil 2018 en af Danmarks ældste slægtsgårde. Familien "Kirkegaard" kunne føre stamtræet tilbage til Niels Christensen der var fæstebonde i årene 1606-1637. Første registrerede fæstebonde var Jes Fowd i 1424. En anden Niels Christensen i slægten købte gården fri i 1863 og flyttede i 1873 bygningerne til den nuværende placering cirka en kilometer uden for Fløjstrup. Bygningerne fra 1873 brændte dog allerede i 1886.
De nuværende bygninger er fra 1886 og fremstår i store træk i original stand. Dog er der en nybygget løsdriftsstald ved siden af den gamle avlsgård. Den gamle kostald blev i 1886 bygget med et såkaldt romerdæk: Et hvælvet loft lavet af mursten holdt oppe af jerndragere og støbejernsstolper. Det er egnens ældste eksempel på denne type staldloft.
Kirkegaard var fæstegård sideløbende under godset Gammel Estrup og Virring Sogn. Dette har medført, at der er blevet ført regnskab for gårdens drift to steder. Det omfattende kildemateriale i kirkebøgerne i Virring såvel som i Gammel Estrups arkiver har gjort det muligt at krydsreferere begivenheder i gårdens historie. Historikeren Peter Bavnshøj, der sidenhen blev direktør for Dansk Landbrugsmuseum (som hører til på netop Gl. Estrup) har brugt dette kildemateriale til at skrive en bog med titlen Kirkegaard – Historien om en gård og dens beboere gennem 400 år.
Det var en tradition på gården, at hver anden førstefødte søn på gården fik navnet Niels. Gården var til sidst ejet i fællesskab af de tre brødre; Niels, Knud og Peder Kirkegaard.

## Kirkegaards fæstere og ejere af Kirkegaardslægten
- (1424) Jes Fowd
- (1606-1637) Niels Christensen
- (1664-1688) Søren Nielsen (søn af ovst.)
- (1697) Niels Sørensen (søn af ovst.)
- (1730-1752) Christen Niels Kirkegaard (søn af ovst.) & Kirsten Jensdatter (1752-1758)
- (1758-1799) Niels Christensen Kirkegaard (søn af ovst.)
- (1799-1837) Christen Nielsen Kirkegaard (søn af ovst.) & Maren Christensdatter (1837-1839)
- (1839-1878) Niels Christensen Kirkegaard (søn af ovst.) & Kirsten Pedersdatter (1878-1883)
- (1883-1916) Peder Ladefoged Jensen & Maren Nielsen (datter af ovst.)
- (1916-1959) Niels Kirkegaard Jensen (søn af ovst.) & Mette Kirstine Hviid Jensen, f. Sørensen
- (1959-1986/91) Aage Kirkegaard Jensen (søn af ovst.) & Dagny Jensen, f. Knudsen
- (1986/91-2004) Søren Kirkegaard Jensen (søn af ovst.)
- (2004-2018) Niels, Knud & Peder Kirkegaard (søskende til ovst.)